# Nami Hayakawa
Nami Hayakawa (en japonés: 早川浪, Hayakawa, Nami; nacida Eom Hye-Rang, en coreano: 엄혜랑, Jeonju, Corea del Sur, 6 de octubre de 1984) es una deportista japonesa de origen surcoreano que compitió en tiro con arco, en la modalidad de arco recurvo. Su hermana Ren compitió en el mismo deporte.
Ganó una medalla de oro en el Campeonato Mundial de Tiro con Arco en Sala de 2007, en la prueba individual. Participó en los Juegos Olímpicos de Pekín 2008, ocupando el sexto lugar en la prueba individual y el octavo en la prueba de equipo.

## Palmarés internacional
| Campeonato Mundial en Sala | Campeonato Mundial en Sala | Campeonato Mundial en Sala | Campeonato Mundial en Sala |
| Año                        | Lugar                      | Medalla                    | Prueba                     |
| -------------------------- | -------------------------- | -------------------------- | -------------------------- |
| 2007                       | Esmirna (Turquía)          | Medalla de oro             | Individual                 |